# Dieter Zobl
Dieter Zobl (* 23. November 1944 in Zürich; heimatberechtigt in Rüschlikon) ist ein Schweizer Rechtswissenschafter und emeritierter ordentlicher Professor für Privat-, Handels- und Bankenrecht an der Universität Zürich.

## Leben
Zobl – aufgewachsen in Rüschlikon bei Zürich – studierte Rechtswissenschaft an der Universität Zürich und promovierte 1973 bei Arthur Meier-Hayoz mit einer Dissertation zum Thema Aenderungen im Personenbestand von Gesamthandschaften zum Dr. iur. 1970 erwarb er das Zürcherische Notar-Patent und 1974 die Zulassung als Rechtsanwalt. Nach wissenschaftlicher Assistenz, Notariats- und Anwaltspraxis trat Zobl 1976 in die Dienste der Zürcher Kantonalbank, wo er bis 1988 die Rechtsabteilung leitete. Während dieser Zeit war er auch Fachrichter für das Bankwesen am Handelsgericht des Kantons Zürich. 1982 erfolgte die Habilitation an der Universität Zürich. Auf das Sommersemester 1988 wurde Zobl als Nachfolger von Arthur Meier-Hayoz zum Ordinarius für Privat-, Handels- und Bankenrecht berufen. In den Jahren 2002–2004 stand Zobl der Rechtswissenschaftlichen Fakultät als Dekan vor. Zu seinem 60. Geburtstag erschien eine Festschrift. Auf das Ende des Herbstsemesters 2009/2010 wurde Zobl emeritiert. Neben seiner Tätigkeit als Professor war er während mehrerer Jahre ordentliches Mitglied des Kassationsgerichts des Kantons Zürich sowie verschiedener juristischer Fachgremien. Von 2010 bis 2020 war Zobl Of Counsel der Anwaltskanzlei Homburger in Zürich.
Im Militär bekleidet er den Rang eines Majors der Militärjustiz a. D. Zobl ist verheiratet mit Evelyne Zobl-Walt, dipl. Mathematikerin UZH, hat drei erwachsene Kinder und wohnt in Rüschlikon.

## Publikationen
Zobls Publikationen betreffen vor allem das Kreditsicherungs-, Banken- und Kapitalmarktrecht. Hervorzuheben sind insbesondere folgende Werke (Auswahl):
- Berner Kommentar zum schweizerischen Privatrecht, Das Sachenrecht, Das Fahrnispfand, Systematischer Teil und Art. 884–887 ZGB, Stämpfli, Bern, 3. Auflage 2010 (zusammen mit Christoph Thurnherr).
- Berner Kommentar zum schweizerischen Privatrecht, Das Sachenrecht, Das Fahrnispfand, Art. 888–906 ZGB, Stämpfli, Bern, 2. Auflage 1996.
- Schweizerisches Kapitalmarktrecht, Schulthess, Zürich, 2004 (zusammen mit Stefan Kramer).
- Grundbuchrecht, Schulthess, Zürich, 2. Auflage 2004.
- Kommentar zum Bucheffektengesetz (BEG), herausgegeben von Dieter Zobl, Martin Hess und Ansgar Schott, Schulthess, Zürich, 2013.
- Kommentar zum Bundesgesetz über die Banken und Sparkassen, begründet von Bodmer/Kleiner/Lutz, fortgesetzt und herausgegeben von Dieter Zobl (Vorsitz) et al., Schulthess, Zürich (jährliche Nachlieferungen).

Zobl ist auch Chefherausgeber der Schweizer Schriften zum Finanzmarktrecht.